# 6. Kongress der Vereinigten Staaten
Der 6. Kongress der Vereinigten Staaten, bestehend aus dem Repräsentantenhaus und dem Senat, war die Legislative der Vereinigten Staaten. Seine Legislaturperiode dauerte vom 4. März 1799 bis zum 4. März 1801. Alle Abgeordneten des Repräsentantenhauses sowie ein Drittel der Senatoren (Klasse II) waren im Jahr 1798 bei den Kongresswahlen gewählt worden. Dabei ergab sich in beiden Kammern letztmals eine Mehrheit für die Föderalistische Partei. Der Demokratisch-Republikanischen Partei blieb nur die Rolle in der Opposition. Der Kongress tagte zunächst noch in der Congress Hall in Philadelphia und dann in der neuen Bundeshauptstadt Washington, D.C. Die Vereinigten Staaten bestanden damals aus 16 Bundesstaaten. Präsident war John Adams.
Die Sitzverteilung im Repräsentantenhaus basierte auf der Volkszählung von 1790.

## Wichtige Ereignisse
- 4. März 1799: Beginn der Legislaturperiode des 6. Kongresses.
- 14. Dezember 1799: George Washington, Oberbefehlshaber der amerikanischen Streitkräfte im Amerikanischen Unabhängigkeitskrieg und zwischen 1789 und 1797 erster Präsident der Vereinigten Staaten, stirbt.
- 24. Februar 1800: Gründung der Library of Congress.
- 4. Juli 1800: Gründung des Indiana-Territoriums.
- 30. September 1800: Der Vertrag von Mortefontaine zwischen Frankreich und den USA beendet die seit 1798 anhaltenden Spannungen zwischen beiden Staaten, die auch als Quasi-Krieg in die Geschichte eingingen.
- 17. November 1800: Der Kongress tagt erstmals in der neuen Bundeshauptstadt Washington, DC.
- 1800: Bei den Kongresswahlen erringt die Demokratisch-Republikanische Partei die Mehrheit in beiden Kammern.
- 20. Januar 1801: Der scheidende Präsident John Adams ernennt John Marshall zum obersten Bundesrichter. Der übt das Amt bis 1835 aus.
- 19. Februar 1801: Die Präsidentschaftswahlen des Jahres 1800 werden wegen einer Patt Situation im Kongress zu Gunsten von Thomas Jefferson entschieden. Erstmals in der amerikanischen Geschichte wird mit John Adams ein amtierender Präsident abgewählt.
- 27. Februar 1801: Washington, D.C. wird der rechtlichen Verwaltung des Kongresses unterstellt.

## Die wichtigsten Gesetze
In den Sitzungsperioden des 6. Kongresses wurden unter anderem folgende Bundesgesetze verabschiedet (siehe auch: Gesetzgebungsverfahren):
- 13. Februar 1801: Judiciary Act of 1801
- 27. Februar 1801: District of Columbia Organic Act of 1801

## Zusammensetzung nach Parteien

### Senat
- Demokratisch-Republikanische Partei: 10
- Föderalistische Partei: 22
- Sonstige: 0
- Vakant: 0

Gesamt: 32 Stand am Ende der Legislaturperiode

### Repräsentantenhaus
- Demokratisch-Republikanische Partei: 46
- Föderalistische Partei: 60
- Sonstige: 0
- Vakant: 0

Gesamt: 106 Stand am Ende der Legislaturperiode
Außerdem gab es noch einen nicht stimmberechtigten Kongressdelegierten.

## Amtsträger

### Senat
- Präsident des Senats: Thomas Jefferson (DR)
- Präsident pro tempore: Samuel Livermore (F) gewählt am 2. Dezember 1799, dann Uriah Tracy (F) gewählt am 14. Mai 1800, danach John Eager Howard (F) gewählt am 21. November 1800 und schließlich James Hillhouse (F) gewählt am 28. Februar 1801.

### Repräsentantenhaus
- Sprecher des Repräsentantenhauses: Theodore Sedgwick (F)

## Senatsmitglieder
Die Senatoren wurden von den Legislativen der Bundesstaaten für Amtszeiten von sechs Jahren gewählt. Die Senatssitze sind in drei annähernd gleich große Klassen aufgeteilt, wovon je eine alle zwei Jahre zur Wahl steht. Die Zahl vor den Namen kennzeichnet die Klassenzuordnung des jeweiligen Senators.
| Connecticut - 1. James Hillhouse (F) - 3. Uriah Tracy (F) Delaware - 2 William H. Wells (F) - 1. Henry Latimer (F) bis 28. Februar 1801 - Samuel White (F) ab dem 28. Februar 1801 Georgia - 3. James Gunn (F) - 2. Abraham Baldwin (DR) Kentucky - 2. John Brown (DR) - 3. Humphrey Marshall (F) Maryland - 3 James Lloyd (F) bis 1. Dezember 1800 - William Hindman (F) ab dem 2. Dezember 1800 - 1. John Eager Howard (F), Massachusetts - 2. Samuel Dexter (F) bis 30. Mai 1800 - Dwight Foster (F) ab dem 6. Juni 1800 - 1. Benjamin Goodhue (F) bis zum 8. November 1800 - Jonathan Mason (F) ab dem 14. November 1800 New Hampshire - 3. John Langdon (DR) - 2. Samuel Livermore (F) | New Jersey - 1 James Schureman (F) bis 16. Februar 1800 - Aaron Ogden (F) ab dem 28. Februar 1800 - 2. Jonathan Dayton (F) New York - 3. John Laurance (F) bis August 1800 - John Armstrong (DR) - 1 James Watson (F) bis 19. März 1800 - Gouverneur Morris ab dem 3. April 1800 North Carolina - 2. Jesse Franklin (DR) - 3. Timothy Bloodworth (DR) Pennsylvania - 1. James Ross (F) - 3. William Bingham (F) Rhode Island - 1. Theodore Foster (F) - 2 Ray Greene (F) seit dem 13. November 1797 South Carolina - 2 Charles Pinckney (DR) - 3. Jacob Read (F) Tennessee - 2 Joseph Anderson (DR) - 1. William Cocke (DR) Vermont - 1. Nathaniel Chipman (F) - 3. Elijah Paine (F) Virginia - 2. Wilson Cary Nicholas (DR) ab dem 5. Dezember 1799 - 1. Stevens Mason (DR) |

## Mitglieder des Repräsentantenhauses
Die Sitze im Repräsentantenhaus wurden auf die Bundesstaaten verteilt und dort alle zwei Jahre von der wahlberechtigten Bevölkerung gewählt. Ob die Sitze über mehrere Wahlkreise verteilt oder gemeinsam besetzt werden, entschied jeder Bundesstaat selbst.
| Connecticut Alle Abgeordneten wurden staatsweit gewählt. - Jonathan Brace (F) bis 1800 - John Cotton Smith (F) ab dem 17. November 1800 - Samuel W. Dana (F) - James Davenport (F) bis 3. August 1797 - William Edmond (F) - Chauncey Goodrich (F) - Elizur Goodrich (F) - Roger Griswold (F) Delaware - James A. Bayard (F) (Staatsweit gewählt) Georgia Alle Abgeordneten wurden staatsweit gewählt. - James Jones (F) bis zum 11. Januar 1801. Danach Vakanz. - Benjamin Taliaferro (F) Kentucky Zwei Wahlbezirke - 1. Thomas Terry Davis (DR) - 2. John Fowler (DR) Maryland Acht Wahlbezirke - 1. George Dent (F) - 2. John Chew Thomas (F) - 3. William Craik (F) - 4. George Baer (F) - 5. Samuel Smith (DR) - 6. Gabriel Christie (DR) - 7. Joseph Hopper Nicholson (DR) - 8. John Dennis (F) Massachusetts Vierzehn Wahlbezirke - 1. Theodore Sedgwick (F) - 2. William Shepard (F) - 3. Samuel Lyman (F) bis zum 6. November 1800 - Ebenezer Mattoon (F) ab dem 2. Februar 1801 - 4. Dwight Foster (F) bis 6. Juni 1800 - Levi Lincoln (DR) ab dem 15. Dezember 1800 - 5. Lemuel Williams (F) - 6. John Reed, Sr. (F) - 7. Phanuel Bishop (DR) - 8. Harrison Gray Otis (F) - 9. Joseph Bradley Varnum (DR) - 10. Samuel Sewall (F) bis zum 10. Januar 1800 - Nathan Read (F) ab dem 25. November 1800 - 11. Bailey Bartlett (F) - 12. Silas Lee (F) - 13. Peleg Wadsworth (F) - 14. George Thatcher (F) New Hampshire Alle Abgeordneten wurden staatsweit gewählt. - Abiel Foster (F) - Jonathan Freeman (F) - William Gordon (F) bis zum 12. Juni 1800 - Samuel Tenney (F) ab dem 8. Dezember 1800 - James Sheafe (F) New Jersey Alle Abgeordneten wurden staatsweit gewählt. - John Condit (DR) - Aaron Kitchell (DR) - James Linn (DR) - James Henderson Imlay (F) - Franklin Davenport (F) New York Zehn Kongresswahlbezirke - 1. Jonathan Havens (DR) bis 25. Oktober 1799 - John Smith (DR) ab dem 27. Februar 1800 - 2. Edward Livingston (DR) - 3. Philip Van Cortlandt (DR) - 4. Lucas Elmendorf (DR) - 5. Theodorus Bailey (DR) - 6. John Bird (F) - 7. John Thompson (DR) - 8. Henry Glen (F) - 9. Jonas Platt (F) - 10. William Coope (F) | North Carolina Zehn Kongresswahlbezirke - 1. Joseph Dickson (F) - 2. Archibald Henderson (F) - 3. Robert Williams (DR) - 4. Richard Stanford (DR) - 5. Nathaniel Macon (DR) - 6. William Henry Hill (F) - 7. William Barry Grove (F) - 8. David Stone (DR) - 9. Willis Alston (DR) - Richard Spaight (DR) Pennsylvania Zwölf Kongresswahlkreise. Der vierte Wahlkreis stellte zwei Kongressabgeordnete. - 1. Robert Waln (F) - 2. Michael Leib (DR) - 3. Richard Thomas (F) - 4. Robert Brown (DR) - 4. Peter Muhlenberg (F) - 5. Joseph Hiester (DR) - 6. John A. Hanna (DR) - 7. John Kittera (F) - 8. Thomas Hartley (F) bis 21. Dezember 1800 - John Stewart (DR) ab dem 15. Januar 1801 - 9. Andrew Gregg (DR) - 10. Henry Woods (F) - 11. John Smilie (DR) - 12. Albert Gallatin (DR) Rhode Island Alle Abgeordneten wurden staatsweit gewählt. - Christopher G. Champlin (F) - John Brown (F) South Carolina Sechs Kongresswahlbezirke - 1. Thomas Pinckney (F) - 2. John Rutledge (F) - 3. Benjamin Huger (F) - 4. Thomas Sumter (DR) - 5. Robert Goodloe Harper (F) - 6. Abraham Nott (F) Tennessee Staatsweit gewählt - William C. C. Claiborne (DR) Vermont Zwei Wahlkreise - 1. Matthew Lyon (DR) - 2. Lewis R. Morris (F) Virginia Neunzehn Wahlbezirke - 1. Robert Page (F) - 2. David Holmes (DR) - 3. George Jackson (DR) - 4. Abram Trigg (DR) - 5. John Johns Trigg (DR) - 6. Matthew Clay (DR) - 7. John Randolph (DR) - 8. Samuel Goode (DR) - 9. Joseph Eggleston (DR) - 10. Edwin Gray (DR) - 11. Josiah Parker (F) - 12. Thomas Evans (F) - 13. John Marshall (F) bis 7. Juni 1800 - Littleton Waller Tazewell (DR) ab dem 26. November 1800 - 14. Samuel Jordan Cabell (DR) - 15. John Dawson (DR) - 16. Anthony New (DR) - 17. Leven Powell (F) - 18. John Nicholas (DR) - 19. Henry Lee III (DR) |

Nicht stimmberechtigte Mitglieder im Repräsentantenhaus waren der spätere Präsident: William Henry Harrison (bis 14. Mai 1800) und dann William McMillan. Beide vertraten das damalige Nordwestterritorium.